# 101 v. Chr.

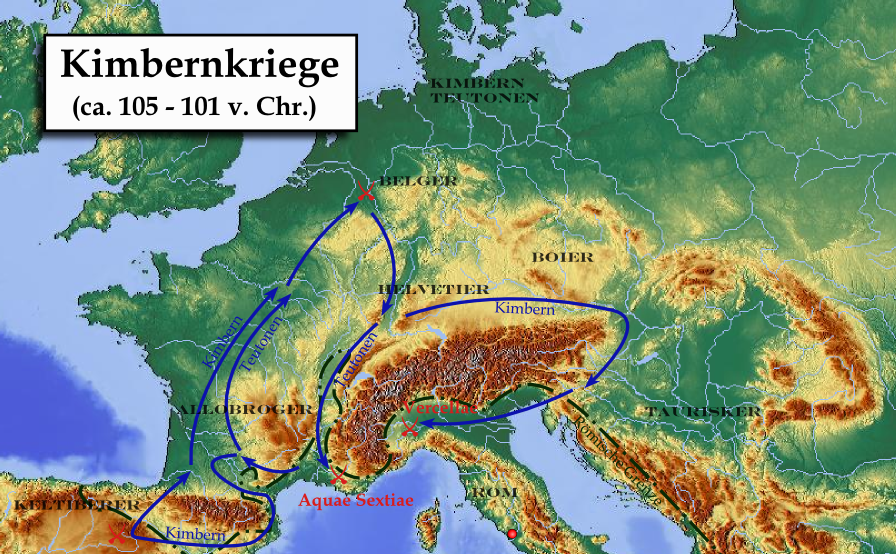
Kimbernkriege bis 101 v. Chr.

Portal Geschichte | Portal Biografien | Aktuelle Ereignisse | Jahreskalender | Tagesartikel

◄ |
3. Jahrhundert v. Chr. |
2. Jahrhundert v. Chr. |
1. Jahrhundert v. Chr. |
►

◄ | 120er v. Chr. | 110er v. Chr. | 100er v. Chr. | 90er v. Chr. |
80er v. Chr. |
►

◄◄ | ◄ | 104 v. Chr. | 103 v. Chr. | 102 v. Chr. | 101 v. Chr. |
100 v. Chr. |
99 v. Chr. |
98 v. Chr. |
► |
►►
Staatsoberhäupter

## Ereignisse

### Politik und Weltgeschehen

#### Römisches Reich

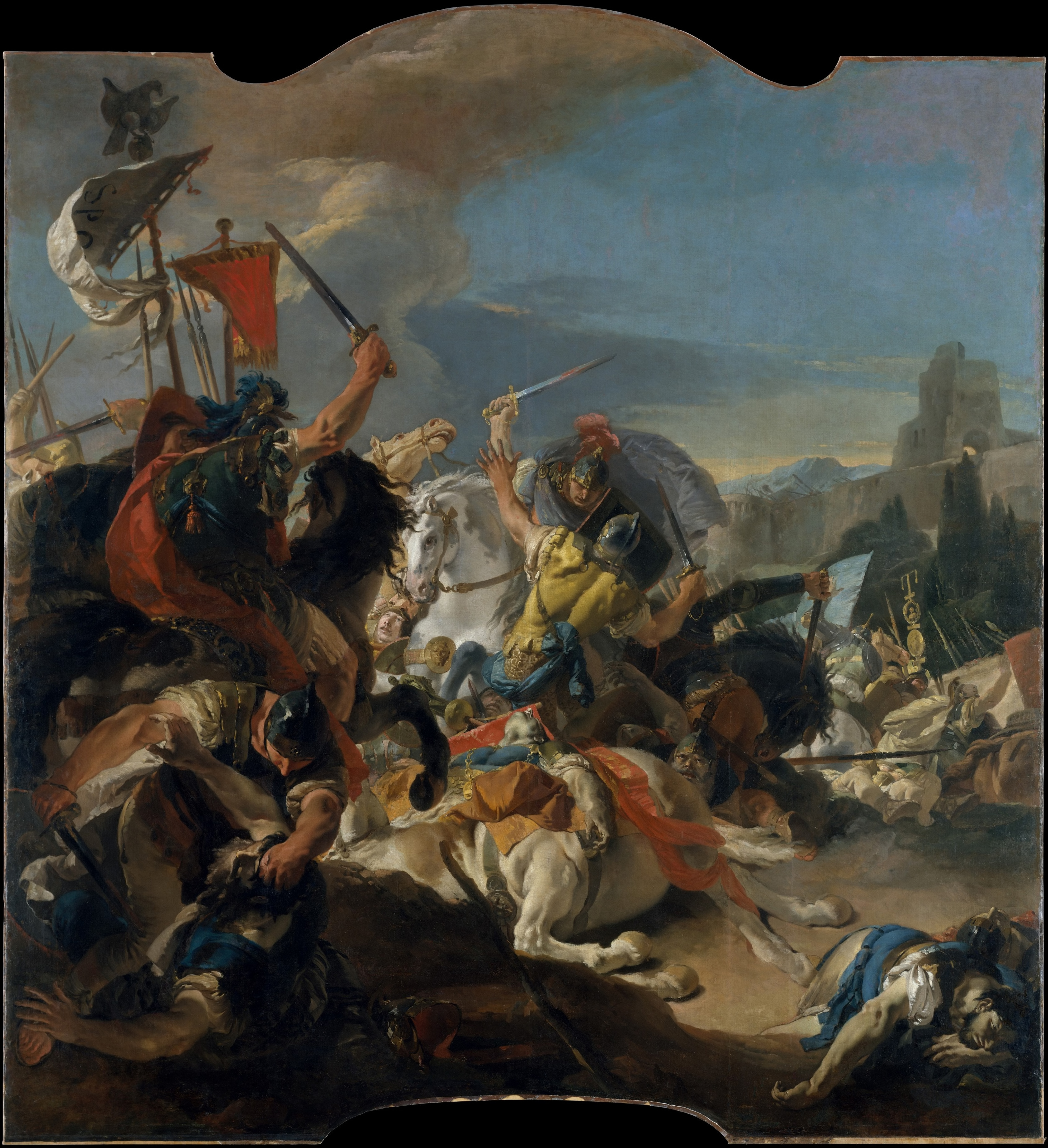
Giovanni Battista Tiepolo: Der Kampf von Vercellae (Historienbild, zwischen 1725 und 1729)

- 30. Juli: Kimbernkriege: Der römische Konsul Gaius Marius besiegt auf dem Raudischen Feld bei Vercellae (dem heutigen Vercelli) die Kimbern unter Boiorix und bannt damit die Germanengefahr.
- Der zweite Sklavenkrieg im Römischen Reich wird von Konsul Manius Aquillius blutig niedergeschlagen. Der Anführer der Sklavenarmee Athenion fällt im Kampf.

#### Ägypten
- Die ägyptische Pharaonin Kleopatra III. wird vermutlich von ihrem jüngeren Sohn und Mitregenten Ptolemaios X. ermordet.

## Geboren
- um 101 v. Chr.: Iulia, Großmutter des Augustus († 51 v. Chr.)
- um 101 v. Chr.: Gaius Octavius, römischer Politiker, Vater des Augustus († 59 v. Chr.)

## Gestorben
- Athenion, Anführer der Sklaven im zweiten römischen Sklavenkrieg
- Boiorix, Häuptling des germanischen Stammes der Kimbern
- Kleopatra III., ägyptische Königin (* um 160 v. Chr.)
- Teutobod, König der Teutonen